# Long Beach (Minnesota)
Long Beach è un comune degli Stati Uniti d'America, situato nello Stato del Minnesota, nella contea di Pope.